# Eremophila rhegos
Eremophila rhegos är en flenörtsväxtart som beskrevs av Chinnock. Eremophila rhegos ingår i släktet Eremophila och familjen flenörtsväxter. Inga underarter finns listade i Catalogue of Life.